# إغريضات الأزهار
إغريضات الأزهار (الاسم العلمي:Spathiflorae) هو اسم وصفي في علم النبات كان يستخدم في نظام ملشيور لتصنيف النبات للدلالة على رتبة من النباتات المزهرة. هذه الرتبة تكونت من:
- لوفية
- لمناوات

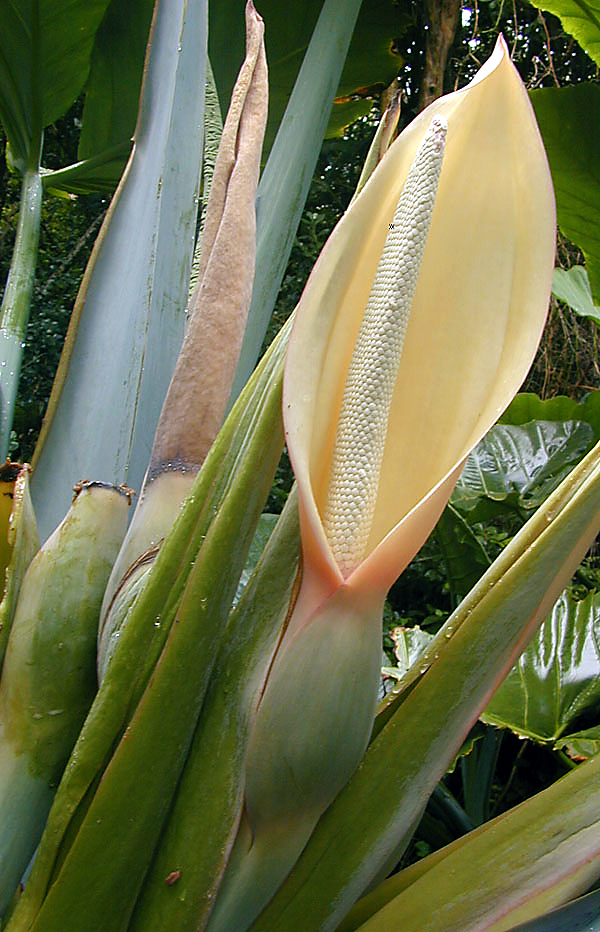
الزهرة الإغريضية للصفرورة الوردية

وهي مرادفة لرتبة اللوفيات حسب نظام كرونكويست لتصنيف النباتات.